# Domus romana (Asti)
La Domus romana di Asti è un edificio privato di epoca romana (fine I secolo - inizio II secolo), sito a circa un'ottantina di metri a nord della Torre Rossa, nella zona del castello dei Varroni.

## Particolari artistici

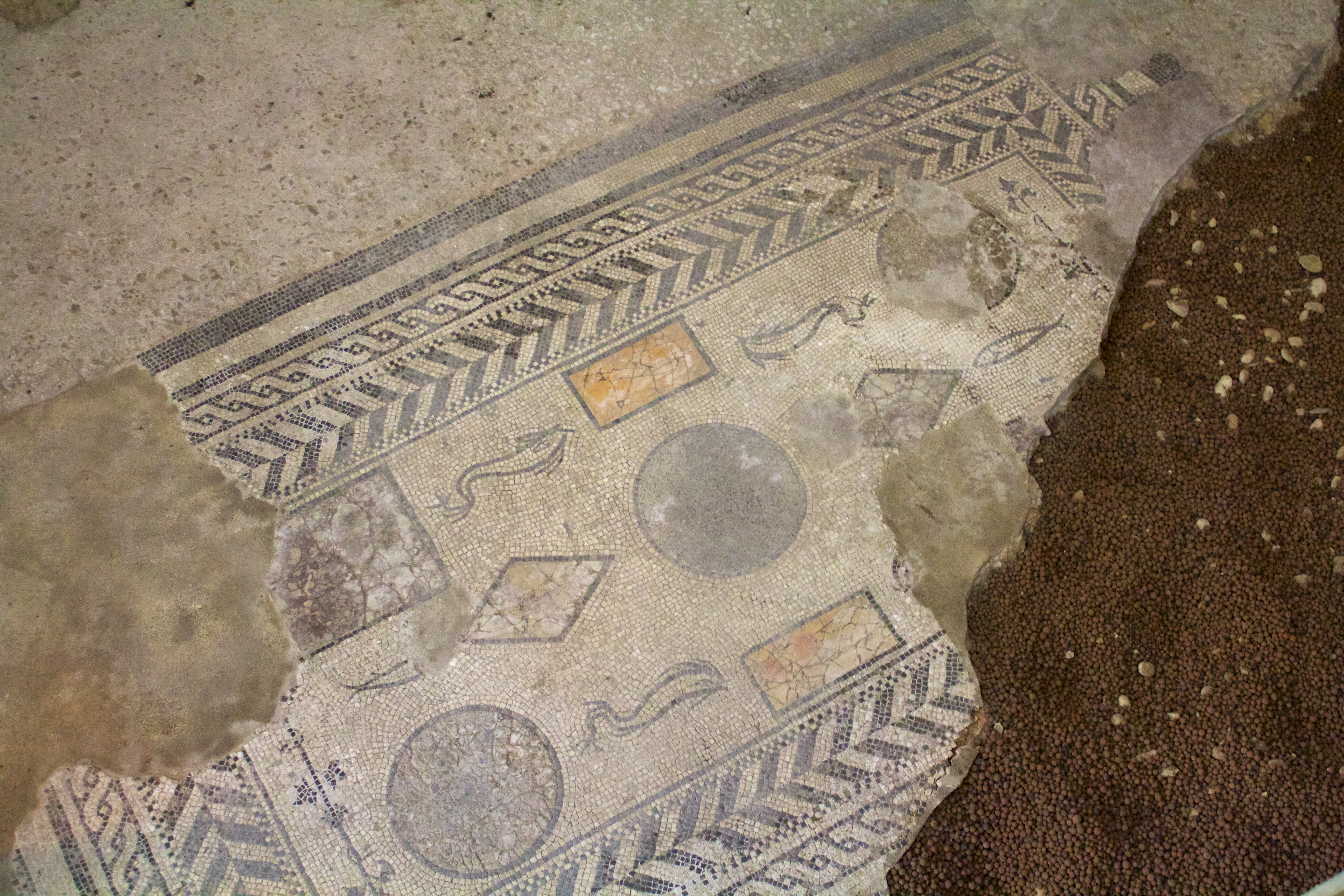
Mosaico pavimentale all'interno della domus

Dei resti archeologici rinvenuti, di particolare interesse è la pavimentazione (mt. 7 × 5), che presenta un sedime in calce e ghiaia (probabile pavimento del triclinio).
Al centro della pavimentazione in coccio, un mosaico (mt. 3 × 1,70) costruito con la tecnica dell'opus tesselatum, abbinato all'opus sectile delimitato da una cornice a spina di pesce più interna ed un'altra, più esterna, con motivo a treccia.
Il mosaico a tessere bianche e nere è decorato da figure geometriche in marmo colorato (serpentino, marmo verde, marmo giallo "numidico") alternate da figure zoomorfe (delfini e pesci) e piante acquatiche.
Gli scarsi ritrovamenti di mosaici negli scavi archeologici in Piemonte aumentano l'importanza del ritrovamento della domus di Asti.
A pochissima distanza si trova anche l'imboccatura di un forno che alimentava il riscaldamento domestico per mezzo di intercapedini nei pavimenti (detto riscaldamento ad "ipocausto").
Una piccola superficie del muro conserva ancora l'antica decorazione che doveva essere nell'insieme molto ricca. L'orientamento dei muri è perpendicolare alla via Fulvia, l'attuale corso Alfieri (l'antico decumano massimo).

## Curiosità
Altri resti di "domus romane" sono venuti alla luce negli ultimi anni: ad est della domus di via Varrone, sempre in corrispondenza di corso Alfieri, nei locali sotterranei del Palazzo della Rovere di Via Giobert (a pochi metri dal sito archeologico di Sant'Anastasio), è stato scoperto un locale con decorazione pavimentale in tessere marmoree, molto simili a quelle dei Varroni, ma quasi completamente asportate.
Ancora più ad est, nella zona di via Carducci, presso la torre del Vescovado, sono state rinvenute alcune tessere musive ed una formella marmorea triangolare che lasciano supporre l'antica presenza di un'abitazione romana.